# 25e armée combinée
Pour les articles homonymes, voir 25e armée.
La 25e armée, une des grandes formations de l'armée rouge (1941-1957) puis de l'Forces armées de la fédération de Russie (depuis 2023) est créée en juin 1941 en Union soviétique. Elle est active en Extrême-Orient soviétique jusqu'à sa dissolution en 1957. La 25e armée est recrée en mai 2023 dans le cadre de linvasion de l'Ukraine par la Russie.

## Historique

### Seconde guerre mondiale
L'armée est créée en juin 1941 dans le Kraï du Primorié. Elle est composée du 39e corps de fusiliers avec les 32e (ru), 40e (en) et 92e divisions de fusiliers, de la 105e division de fusiliers et des 106e, 107e, 108e, 110e et 111e régions fortifiées.
Le 5 août 1945, l'armée fait partie du Premier Front d'Extrême-Orient en préparation de l'invasion soviétique de la Mandchourie, l'armée comprenait le 39e corps de fusiliers avec les 40e, 384e et 386e divisions de fusiliers, la 393e division de fusiliers et les 7e, 106e, 107e, 108e, 110e, 111e et les 113e régions fortifiées. L'armée prend le Xian de Dongning et la ville de Hunchun. Le 15 août l'armée prend le Xian de Wangqing,.

### Guerre froide
L'armée occupe notamment après 1945 le nord de la Corée puis se replie après la partition de la Corée en 1948. En mai 1957, elle ne compte plus que quatre divisions, les 40e (en), 84e, 147e et 148e divisions de fusiliers motorisés.

### Nouvelle formation et invasion de l'Ukraine
La 25e armée combinée commence à se former à nouveau en Extrême-Orient à la mi-mai 2023. En septembre 2023, l'armée est transférée sur le territoire de l'oblast de Louhansk et débute les opérations de combat sur la ligne Svatove - Kreminna. Cela permet de transférer la 76e division d'assaut aéroporté de la Garde vers la direction de Robotyne où l'armée ukrainienne risque de percer le front ainsi que la 41e armée combinée vers la direction d'Avdiïvka. Selon les renseignements britanniques, l'entrée de l'armée a lieu prématurément et prive les troupes russes d'une importante réserve mobile.
En février 2024, la 67e division de fusiliers motorisés mène une attaque sur Yampolovka dans le la bataille de la forêt de Serebryansky.

## Commandant
- Lieutenant général Filipp Paroussinov (en) (juin 1941 - juin 1943)
- Major-général Alexander Mikhaïlovitch Maximov (ru) (juin 1943 - juin 1945),
- Colonel Général Ivan Tchistiakov (28 juin 1945 - février 1947)
- Lieutenant Général Guennadi Korotkov (en) (19 février 1947 - avril 1948)
- Lieutenant Général Vassili Chvetsov (20 avril 1948 - mai 1953)
- Lieutenant Général Ivan Roubaniouk (en) (18 mai 1953 - décembre 1957)

## Composition actuelle
- QG de l'armée
- 67e division de fusiliers motorisés
  - 31e régiment de fusiliers motorisés
  - 36e régiment de fusiliers motorisés
  - 37e régiment de fusiliers motorisés
- 164e brigade de fusiliers motorisés
- 169e brigade de fusiliers motorisés
- 11e brigade de chars
- 73e brigade d'artillerie[6]